# Terje Vigen
«Terje Vigen» er et episk digt skrevet i 1861 af Henrik Ibsen. Det blev første gang publiceret i hæftet Nytaarsgave for Illustreret Nyhedsblads Abonnenter fra 1862 (s. 41-51), og blev senere genudgivet i hans eneste digtsamling Digte fra 1871. «Terje Vigen» blev i 1890 udgivet separat med illustrationer af Christian Krohg.
Digtet bygger på fortællinger fra Sørlandskysten under Napoleonskrigene og kornblokaden 1808–1811. På den tid var Danmark-Norge i krig med blandt andre England, som havde indført handelsblokader og dermed afskåret al kontakt mellem Norge og Danmark, hvilket medførte hungersnød i Norge. Digtets hovedperson blev taget af et britisk marinefartøj og sendt i krigsfangenskab i Storbritannien.

## Historien
Terje Vigen er en sømand, bosat i Fjære, ikke langt fra Grimstad. Han gifter sig og får en datter, Anna, som giver livet ny mening for ham. Da krigen kommer i 1809, ror han over havet til Danmark, for at hente tre tønder byg til sin sultne kone og datteren. På vej tilbage fra Danmark bliver Terje Vigen opbragt af en engelsk korvet, og kaptajnen sænker båden og lasten. Briterne holder ham fanget i fem år, og da han kommer hjem, finder han kone og barn døde. Han tager arbejde som lods langs kysten, men bærer samtidig på et stærkt nag mod dem som forhindrede ham i at redde sin familie.
Digtets dramatiske højdepunkt indtræffer da Terje Vigen senere, som lods, genkender den engelske kaptajn som i sin tid tog ham til fange, og han bliver i stand til at hævne sig. Han gengælder engelskmandens handling mod hans egen båd, og slår hul i bunden af båden som skal bjerge dem:
Ind stod sjøen med skumhvidt sprøjt ---

der raste på vraget en strid – ;

men moderen løftet sin datter højt

på armen, af rædsel hvid.

"Anna, mit barn!" hun skreg i sin ve;

da bævred den gråsprængte mand;

han fattet om skødet, drev roret i læ,

og båden var fast som en fugl at se,

slig foer den i brått og brand.
Terje Vigen gør lorden opmærksom på det som engang hændte på samme sted, og lorden genkender ham:
Da jog et minde om halvglemt dåd

lig et lyn over lordens træk --,

han mintes matrosen, som lå med gråd

iknæ på korvettens dæk!

Da skrek Terje Vigen: Alt mit du holdt

i din hånd, og du slap det for ros!

Ett øyeblik endnu, og gjengjeld er voldt---!"

Da var det den engelske stormand stolt

bøyde knæ for den norske lods.
Derefter følger Terje Vigens lange tale, hvor han gør rede for den store sociale forskel mellem ham og engelskmanden, for at forklare hvor lidt lorden forstod den gang. Han vil give lorden en lektion, for at minde ham på hvad det koster at miste sin familie:
Barnet han greb og svinged det frit,

med den venstre om ladyens liv.

"Tilbage, mylord! Et eneste skridt, –

og det koster dig barn og viv!"

På sprang stod Britten til kamp påny;

men armen var veg og mat; –

hans ånde brændte, hans øjne var sky,

og hans hår – så kendtes ved første gry –

blev gråt i den eneste nat.

Men Terjes pande bar klarhet og fred,

hans bringe gik frit og stilt.

Ærbødig løfted han barnet ned,

og kyssed dets hender mildt.

Han ånded, som løst fra et fængsels hvælv,

hans stemme lød rolig og jevn:

"Nu er Terje Vigen igen sig selv.

Indtil nu gik mit blod som en stenet elv;

for jeg måtte – jeg måtte ha'e hævn!
Men til slut bliver der forsoning, og da den engelske yacht sejler ud fra Norge, hejser det Norges flag, og Terje Vigen kan afslutte med ordene:
"Stort har jeg mistet, men stort jeg fik.

Bedst var det, kan hænde. det gik som det gik, --

og så får du ha`e tak da, Gud!"